# Le Plessier-Huleu
Pour les articles homonymes, voir Le Plessier.
Le Plessier-Huleu est une commune française située dans le département de l'Aisne, en région Hauts-de-France.

## Géographie

### Hydrographie
La commune est située dans le bassin Seine-Normandie. Elle n'est drainée par aucun cours d'eau,.

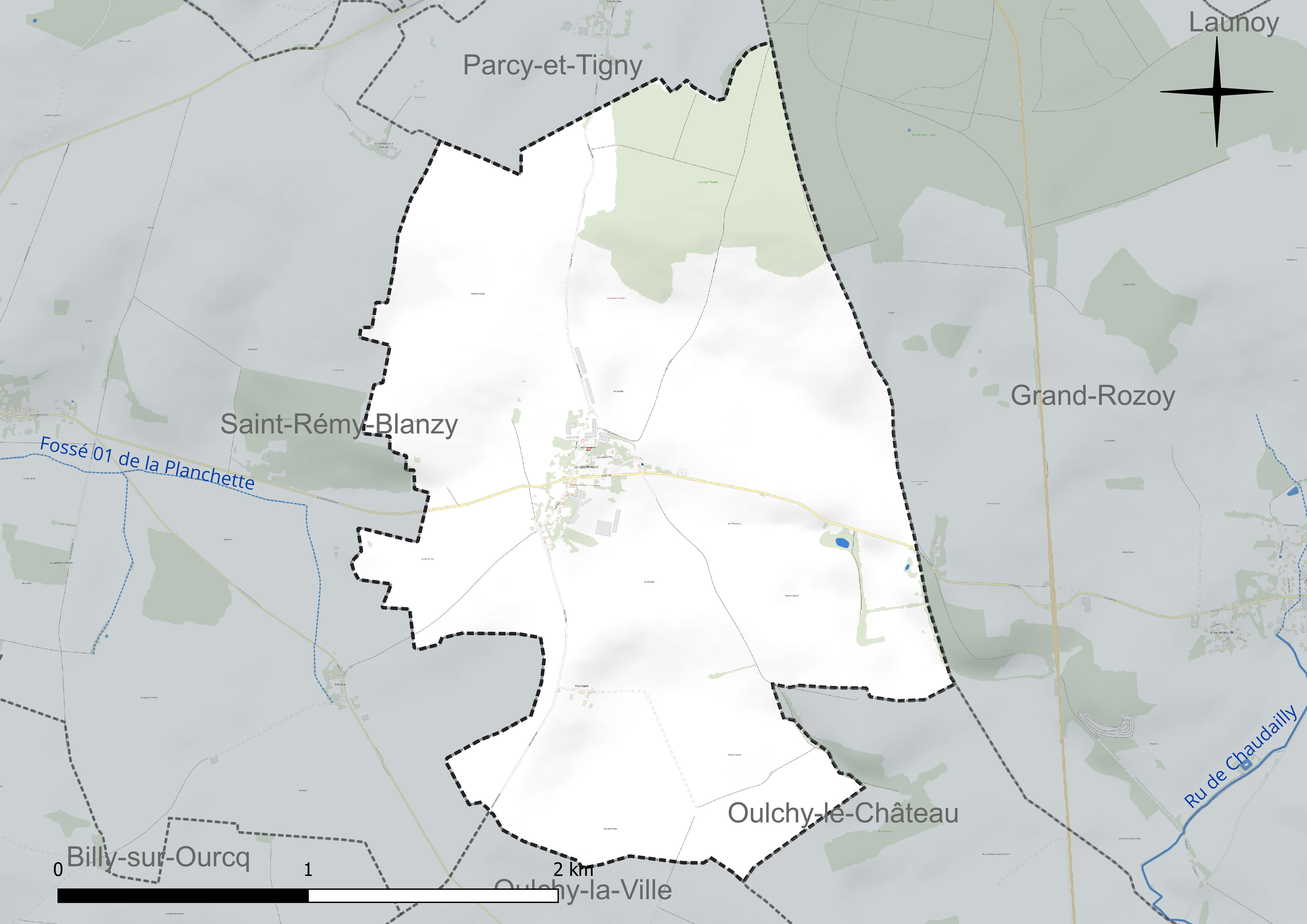
Réseau hydrographique du Plessier-Huleu.

### Climat
Pour des articles plus généraux, voir Climat des Hauts-de-France et Climat de l'Aisne.
En 2010, le climat de la commune est de type climat océanique dégradé des plaines du Centre et du Nord, selon une étude du CNRS s'appuyant sur une série de données couvrant la période 1971-2000. En 2020, Météo-France publie une typologie des climats de la France métropolitaine dans laquelle la commune est exposée à un climat océanique altéré et est dans la région climatique Nord-est du bassin Parisien, caractérisée par un ensoleillement médiocre, une pluviométrie moyenne régulièrement répartie au cours de l'année et un hiver froid (3 °C).
Pour la période 1971-2000, la température annuelle moyenne est de 10,2 °C, avec une amplitude thermique annuelle de 15 °C. Le cumul annuel moyen de précipitations est de 757 mm, avec 11,9 jours de précipitations en janvier et 8,8 jours en juillet. Pour la période 1991-2020, la température moyenne annuelle observée sur la station météorologique la plus proche, située sur la commune de Braine à 18 km à vol d'oiseau, est de 11,3 °C et le cumul annuel moyen de précipitations est de 662,7 mm,. Pour l'avenir, les paramètres climatiques de la commune estimés pour 2050 selon différents scénarios d'émission de gaz à effet de serre sont consultables sur un site dédié publié par Météo-France en novembre 2022.

## Urbanisme

### Typologie
Au 1er janvier 2024, Le Plessier-Huleu est catégorisée commune rurale à habitat dispersé, selon la nouvelle grille communale de densité à 7 niveaux définie par l'Insee en 2022.
Elle est située hors unité urbaine et hors attraction des villes,.

### Occupation des sols
L'occupation des sols de la commune, telle qu'elle ressort de la base de données européenne d'occupation biophysique des sols Corine Land Cover (CLC), est marquée par l'importance des territoires agricoles (88,6 % en 2018), une proportion identique à celle de 1990 (88,6 %). La répartition détaillée en 2018 est la suivante : 
terres arables (83,8 %), forêts (11,4 %), zones agricoles hétérogènes (4,8 %).
L'évolution de l'occupation des sols de la commune et de ses infrastructures peut être observée sur les différentes représentations cartographiques du territoire : la carte de Cassini (XVIIIe siècle), la carte d'état-major (1820-1866) et les cartes ou photos aériennes de l'IGN pour la période actuelle (1950 à aujourd'hui).

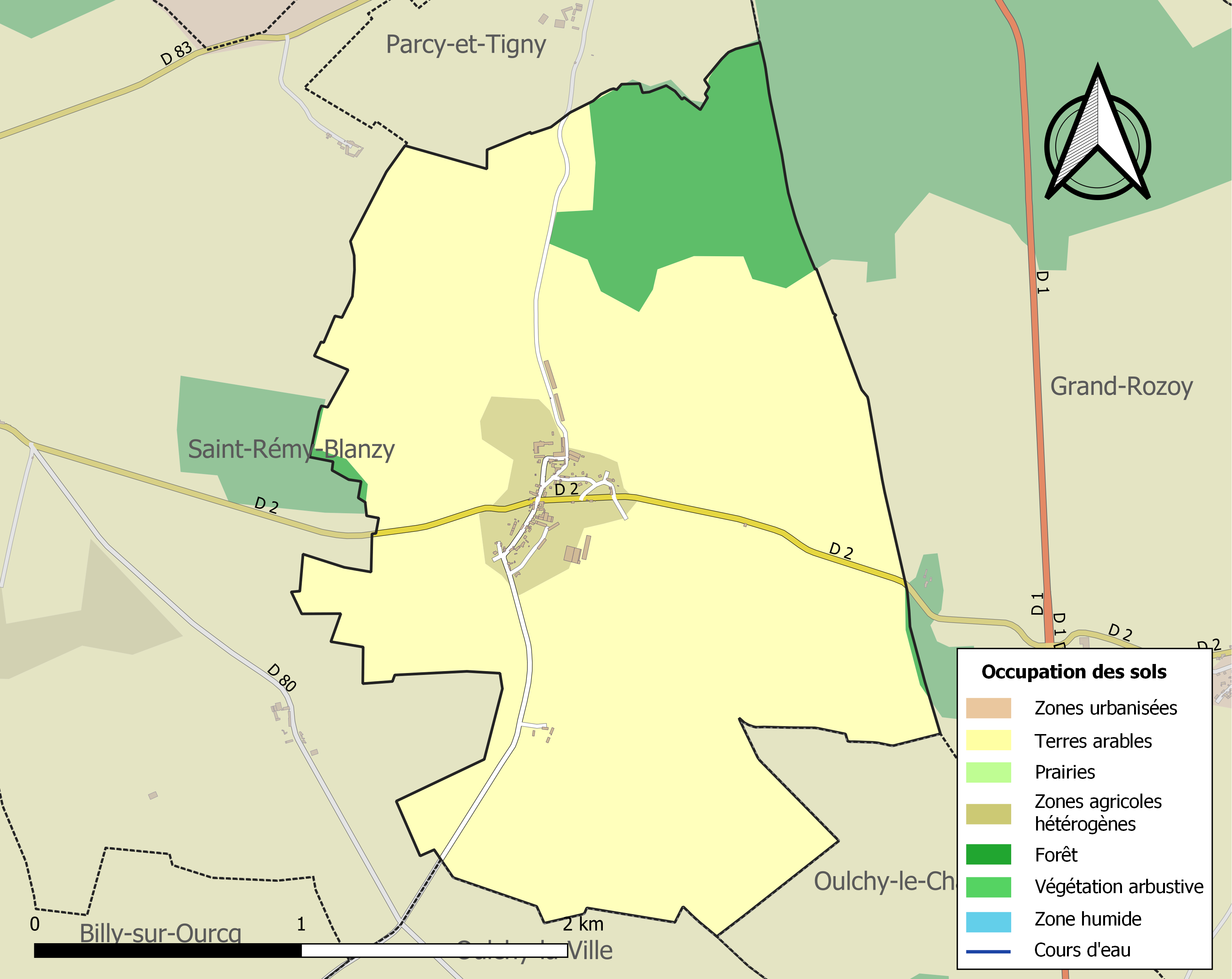
Carte de l'occupation des sols de la commune en 2018 (CLC).

## Toponymie
Le nom de la localité est attesté sous les formes Plesseium (1206) ; Saint-Loup-et-Saint-Gilles-de-Plessy-les-Oulchie (1617) ; Plessis-Huleu (1618) ; Plessier-les-Oulchie-le-Chastel (1622) ; Plessier-les-Ouchy (1624) ; Plessis-lez-Oulchy (1644) ; Plessier-Heuleu (1693) ; Plessier-Heleu (1724) ; Plessier-Heuleux (1768) ; Le Plessier-Huleu (1860).

De l'oïl plaissié, écrit plessier, « haie, clos ». Le plessier souvent refait en plessis sous l'influence du sud de la Picardie, rappelle la nature végétale des fortifications primitives. Le nom suggère les haies de branchages qui entouraient le lieu (clôture de branches entrelacées dans des haies). Le terme Plessis désigne le plus souvent un château ou une maison seigneuriale.
Huleu est un ancien fief attesté sous les formes Huleu-en-Valois (1624) ; Herleu-en-Valois (1652) ; Heuleux-en-Valois (1723).

## Politique et administration

### Découpage territorial
La commune du Plessier-Huleu est membre de la communauté de communes du Canton d'Oulchy-le-Château, un établissement public de coopération intercommunale (EPCI) à fiscalité propre créé le 30 décembre 1994 dont le siège est à Oulchy-le-Château. Ce dernier est par ailleurs membre d'autres groupements intercommunaux.
Sur le plan administratif, elle est rattachée à l'arrondissement de Soissons, au département de l'Aisne et à la région Hauts-de-France. Sur le plan électoral, elle dépend du  canton de Villers-Cotterêts pour l'élection des conseillers départementaux, depuis le redécoupage cantonal de 2014 entré en vigueur en 2015, et de la cinquième circonscription de l'Aisne  pour les élections législatives, depuis le dernier découpage électoral de 2010.

### Administration municipale
Le nombre d'habitants de la commune étant inférieur à 100, le nombre de membres du conseil municipal est de 7.

#### Liste des maires
| Période                                  | Période                       | Identité             | Étiquette | Qualité                                    |
| ---------------------------------------- | ----------------------------- | -------------------- | --------- | ------------------------------------------ |
| avant 1874                               | 1875                          | Martin               |           |                                            |
| Les données manquantes sont à compléter. |                               |                      |           |                                            |
| mars 2001                                | février 2019 (Démission)      | Hubert Fouilliard    | DVD       | Agriculteur,                               |
| février 2019                             | En cours (au 13 juillet 2020) | Jean-Michel Boudeele |           | Agriculteur Réélu pour le mandat 2020-2026 |

## Démographie
L'évolution du nombre d'habitants est connue à travers les recensements de la population effectués dans la commune depuis 1793. Pour les communes de moins de 10 000 habitants, une enquête de recensement portant sur toute la population est réalisée tous les cinq ans, les populations de référence des années intermédiaires étant quant à elles estimées par interpolation ou extrapolation. Pour la commune, le premier recensement exhaustif entrant dans le cadre du nouveau dispositif a été réalisé en 2007.

En 2022, la commune comptait 85 habitants, en évolution de +18,06 % par rapport à 2016 (Aisne : −1,97 %, France hors Mayotte : +2,11 %).
| 1793 | 1800 | 1806 | 1821 | 1831 | 1836 | 1841 | 1846 | 1851 |
| ---- | ---- | ---- | ---- | ---- | ---- | ---- | ---- | ---- |
| 267  | 288  | 295  | 278  | 284  | 288  | 292  | 270  | 275  |

| 1856 | 1861 | 1866 | 1872 | 1876 | 1881 | 1886 | 1891 | 1896 |
| ---- | ---- | ---- | ---- | ---- | ---- | ---- | ---- | ---- |
| 266  | 242  | 232  | 214  | 210  | 197  | 191  | 181  | 181  |

| 1901 | 1906 | 1911 | 1921 | 1926 | 1931 | 1936 | 1946 | 1954 |
| ---- | ---- | ---- | ---- | ---- | ---- | ---- | ---- | ---- |
| 183  | 198  | 185  | 91   | 123  | 114  | 110  | 79   | 105  |

| 1962 | 1968 | 1975 | 1982 | 1990 | 1999 | 2006 | 2007 | 2012 |
| ---- | ---- | ---- | ---- | ---- | ---- | ---- | ---- | ---- |
| 101  | 88   | 71   | 47   | 44   | 77   | 79   | 79   | 74   |

| 2017 | 2022 | - | - | - | - | - | - | - |
| ---- | ---- | - | - | - | - | - | - | - |
| 71   | 85   | - | - | - | - | - | - | - |

## Lieux et monuments
- Église Saint-Leu[28],[29], dont le coq surmontant la flèche du clocher est représenté avec des pattes[30].

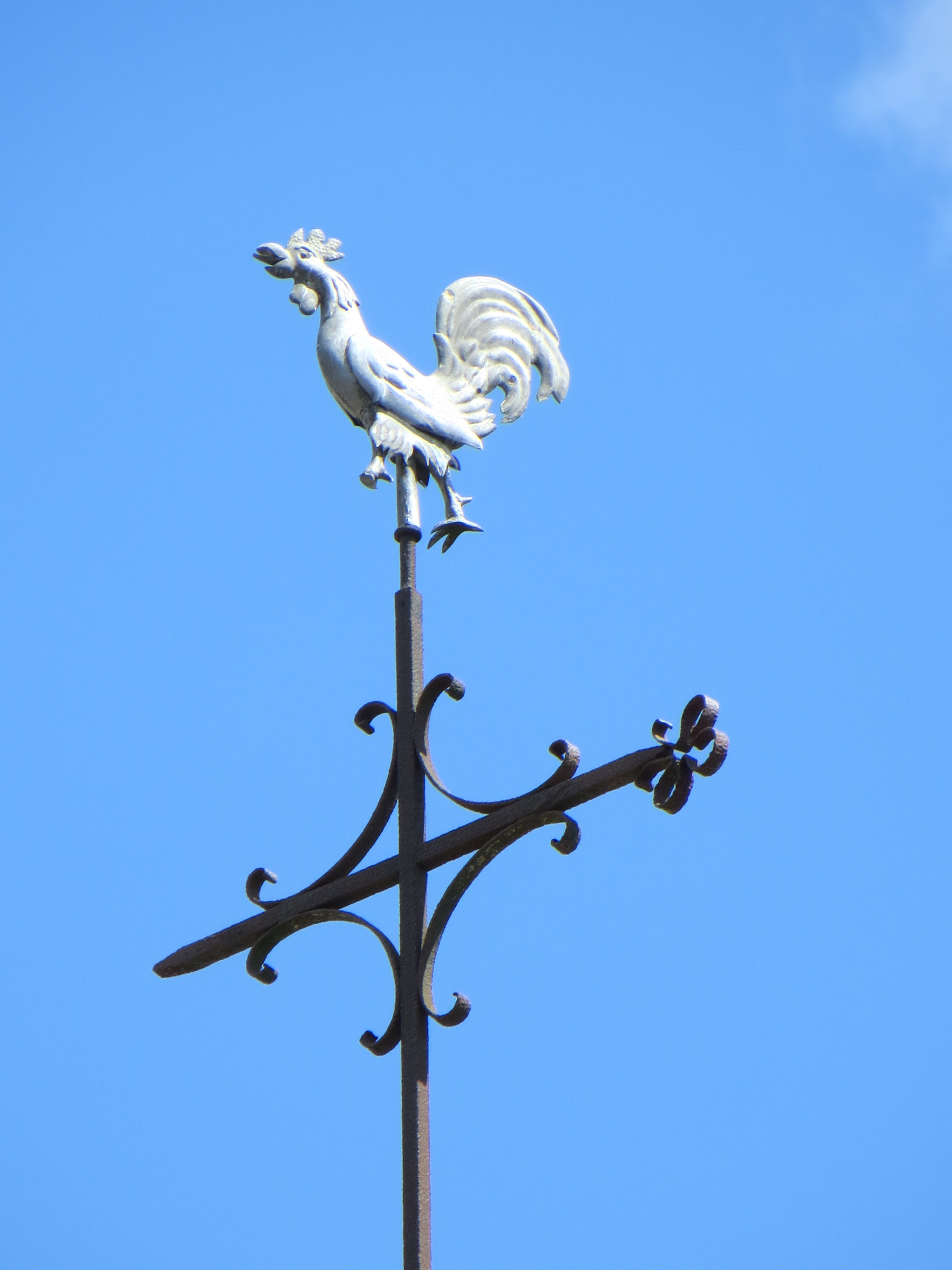
Coq de l'église ; une seule patte est encore visible.

- Monument aux morts, en forme de croix où s'enroulent des feuillages et dont les bras sont constitués par un fusil[31].